# Os scaphoideum

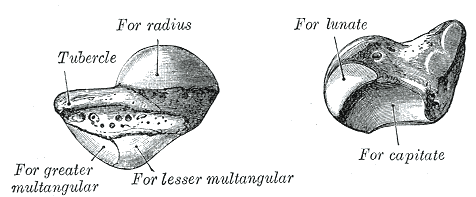
Zeichnung eines linken Kahnbeines der Hand mit Darstellung der Gelenkflächen

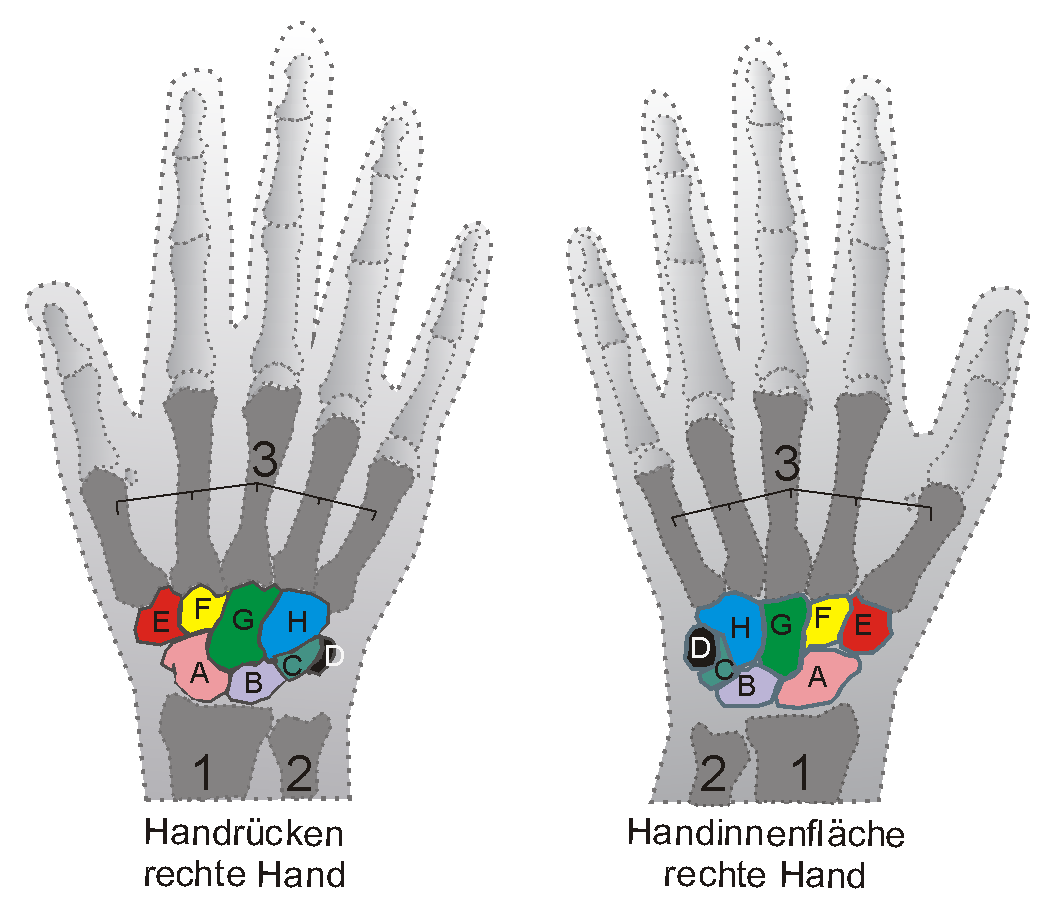

Das Os scaphoideum (lat. os, Knochen, lat.-griech. scaphoideus zu  griech. σκάφη, skáphe, „Wanne, Becher, Kahn“, somit „kahnförmiger Knochen“; Synonyme: Kahnbein und Os carpi radiale; früher auch Os naviculare) ist ein kurzer Knochen. Es bildet den zweitgrößten Knochen der acht Handwurzelknochen und gehört der körpernahen (proximalen) Reihe an. Es ist daumenseitig bzw. speichenseitig gelegen.
Es steht körpernah (proximal) mit der Speiche (Radius), körperfern (distal) mit dem kleinen Vieleckbein (Os trapezoideum) und dem großen Vieleckbein (Os trapezium) und zur Mitte hin mit dem Mondbein (Os lunatum) und dem Kopfbein (Os capitatum) in Verbindung. Das Kahnbein der Handwurzel kann auf der Handinnenfläche (palmar) gut durch die Haut getastet werden, da es dort einen Höcker (Tuberculum ossis scaphoidei) besitzt. Dieses Tuberculum fungiert als Hypomochlion für die Sehne des radialen Handbeugemuskels (Musculus flexor carpi radialis). Drei Viertel der Oberfläche des Kahnbeins sind von Knorpel bedeckt und Gelenk bildend. Dazwischen liegende, schmale, knorpelfreie Areale bergen zahlreiche, unterschiedlich große Gefäßeintrittspforten. Die Kenntnis der Gefäßversorgung des Kahnbeins ist wichtig für das Verständnis der Heilungsprozesse und Behandlung bei Bruch dieses Knochens (Kahnbeinbruch). Der gesamte Knochen wird von Ästen der Speichenarterie (Arteria radialis) versorgt. Die Gefäßeintrittspforten befinden sich beugeseitig (palmar), speichenseitig (radial) und streckseitig (dorsal). Der körpernahe Pol und die anschließenden 70 bis 80 % des Knochens werden von streckseitigen Gefäßen gespeist, wobei die Gefäßäste innerhalb des Knochens von körperfern nach körpernah verlaufen. Beugeseitige Äste der Speichenarterie versorgen das Tuberculum ossis scaphoidei und die körperfernen 20 bis 30 % des Knochens. Diese beiden Gefäßprovinzen haben innerhalb des Knochens keine Verbindungen (Anastomosen) miteinander.
Wegen des besonderen Verlaufes der Gefäße im Kahnbein von körperfern nach körpernah und wegen des Fehlens von Verbindungen der im Knochen verlaufenden Gefäße untereinander sind Kahnbeinbrüche  komplikationsgefährdet, insbesondere, wenn sie im körpernahen Abschnitt des Knochens liegen. So können Pseudarthrosen (Kahnbeinpseudarthrosen) entstehen, die in der Regel operativ behandelt werden müssen.
Bei Hunden ist das Kahnbein mit dem Mondbein zum Os carpi intermedioradiale verschmolzen.